# Köntxek
Könchek o Kondjek o Kundine (+ 1308) fou kan del Kanat de Txagatai (1307–1308), un dels fills de Duwa, al que va succeir a la seva mort.
Només va regnar com un any i va morir el 1308. El va succeir Taliqu fill de Qadaqchi, o net de Büri (fill de Txagatai Khan).